# Mougás
Mougás (oficialmente, Santa Uxía de Mougás) es una parroquia perteneciente al municipio pontevedrés de Oya. Según el INE, en 2022 tenía 718 habitantes, 365 varones y 353 mujeres.

## Lugares
En la parroquia de Mougás, según el IGE, se encuentran los siguientes núcleos de población:
- As Mariñas.
- Bragadela.
- Granxa (A Granxa)
- Iglesia (A Igrexa).
- Mougás.
- O Porto.
- Outeiro (O Outeiro)
- Pedra Rubia.

No aparecen en el noménclator:
- A Cova
- A Ermida
- Barcelos
- Laxes
- O Cabezo
- Os Mises
- Riodosos
- Toiberde